# South Andros
South Andros è un distretto delle Bahamas con 3.532 abitanti al censimento 2010.
È situato nella parte meridionale dell'isola di Andros.